# Калао рудощокий
Калао рудощокий (Anorrhinus tickelli) — вид птахів родини птахів-носорогів (Bucerotidae).

## Назва
Наукова назва tickelli вшановує англійського дослідника та орнітолога Семюела Річарда Тікелла (1811—1875).

## Поширення
Вид поширений на межі М'янми і Таїланду. Мешкає у вічнозелених і листяних лісах, розташованих у горбистих районах, особливо в районах, де великі дерева утворюють густі зарості.